# Ruellia angustior
Ruellia angustior är en akantusväxtart som beskrevs av Gustav Lindau. Ruellia angustior ingår i släktet Ruellia och familjen akantusväxter. Inga underarter finns listade i Catalogue of Life.